# Râle de Luçon
Lewinia mirifica
Espèce
Statut de conservation UICN

 DD  : Données insuffisantes
Le Râle de Luçon (Lewinia mirifica) est une espèce d'oiseaux de la famille des Rallidae.

## Répartition
Cet oiseau est endémique de Luçon (Philippines).